# Утицај Аустроугарске империје на стварање албанске нације
Утицај Аустроугарске империје на стварање албанске нације 1896-1906 (буг. Влиянието на Австро-Унгария за създаването на албанската нация; шп. La influencia del imperio austro-húngaro en la construcción nacional albanesa, 1896-1908) је историјска монографија бугарске историчарке Теодоре Толеве.

## Опис
Књига представља докторску дисертацију Теодоре Толеве, бугарске историчарке, одбрањену 2008. године на Одељењу за савремену историју Факултета за географију и историју Универзитета у Барселони. Дисертација је изворно написана на шпанском језику под насловом La influencia del imperio austro-húngaro en la construcción nacional albanesa, 1896-1908.
Научна вредност књиге заснована је на документима из Царског и краљевског архива у Бечу.

## Издања
Докторска дисертација Теодоре Толеве је изворно написана на шпанском језику. Прво издање на бугарском језику појавило се 2012. године. Књига је још преведена на немачки (издање у Аустрији), шпански, албански, грчки и руски језик (издање Института славистике Руске академије наука).
Издање на српском језику се појавило 2016. године. Издавачка кућа Филип Вишњић и Институт за европске студије су до 2020. године објавили три издања, од којих је последње редиговано. Рецензент и аутор предговора овом издању јесте српски историчар др Александар Раковић

## Критике
О научној вредности књиге Теодоре Толеве, позитивно се изјаснио историчар и академик др Љубодраг Димић, редовни професор Филозофског факултета Универзитета у Београду.
Александар Раковић јој замера посматрање Македоније и Поморавља као историјских бугарских земаља, као и национално раздвајање Срба и Црногораца.